# Списък на келтските племена
Това е списък на келтските племена и сродните им народи, с географското им местонахождение в Европа и Мала Азия.

## Галия

### Цизалпийска Галия
Цизалпийска Галия, означаващо буквално „Галия от тази страна на Алпите“, е римското име на района, приблизително отговарящ на днешна Северна Италия, обитаван в древността от следните келтски племена:
- Саласи – днешните региони Вале д'Аоста и Канавезе в Северен Пиемонт (град Иврея). Произходът им не е със сигурност уточнен – възможно е да са от лигурийски произход.
- Грайоцели – Северозападен Пиемонт в Грайските Алпи
- Сегузи (или коти) – Западен Пиемонт в Котските Алпи (Суза)
- Таурини – Пиемонт (Торино)
- Вертамокории – Източен Пиемонт (Новара)
- Инсубри – Западна Ломбардия (Милано)
- Оробии (орумбовии) – Централна Ломбардия (Бергамо)
- Ценомани – Източна Ломбардия (Бреша, Кремона)
- Бойи – Централна Емилия-Романя (Болоня)
- Лингони – Североизточна Емилия-Романя (Ферара), долината на река По
- Сенони – Югоизточна Емилия-Романя (Римини) и северната част на Марке (Сенигалия)

### Трансалпийска Галия
Галия е името на територията, приблизително обхващаща днешна Франция и части от Белгия и Швейцария. Понякога към нея са прибавяни и части от Северна Италия и Северна Централна Испания. Списъкът включва както келтскоговорещи, така и други племена, със съвременните имена на техните главни селища:
- Едуи (или хедуи) – Бибракте
- Алоброги – Виен
- Амбиани – Амиен
- Андекави (анди) – Анже
- Аквитани – Бордо
- Атребати – Арас
- Арверни – Герговия
- Байокаси – Байо
- Бойи – Буи край Ентран
- Бойи боати – Ла Тет дьо Буш
- Беловаки – Бове
- Битуриги – Бурж
- Карнути – Шартр
- Каталауни – Шалон ан Шампан
- Ценомани – Льо Ман
- Цеутрони – Мутие
- Куриозолити – Корсей
- Хелвети – Ла Тен
- Лемовики – Лимож
- Лексовии – Лизьо
- Медиоматрики – Мец
- Медули – Медок
- Медули – Виен
- Менапии – Касел
- Морини – Булон сюр Мер
- Намнити – Нант
- Нервии – Баве
- Паризии – Париж
- Петрокории – Перигьо
- Пиктони – Поатие
- Раурики – Кайзераугст (Аугуста Раурика)
- Редони – Рен
- Реми – Реймс
- Сантони – Сент
- Сенони – Санс
- Секвани – Безансон
- Суесиони – Соасон
- Тигурини – Ивердон
- Толозати – Тулуза
- Тревери – Трир
- Тунгри – Тонгерен
- Турони – Тур
- Унели – Кутанс
- Вангиони – Вормс
- Велиокаси – Руан
- Велави – Ле Пюи ан Веле
- Венети – Ван
- Видукаси – Вьо
- Виромандуи – Ноайон
- Воконтии – Вазон ан Роман

## Централна Европа
- Анарти – Румъния, Унгария, Словакия и Полша
- Бойи – Чехия, Словакия, Унгария, Германия, Австрия
- Котини – Словакия
- Ози – Словакия
- Лугии – Полша
- Ерависки – Унгария
- Скордиски – Сърбия, Хърватия, Австрия
- Винделики – Германия
- Латобики – Словения, Хърватия
- Варциани – Словения, Хърватия

## Иберийски полуостров
- Албиони – Западна Астурия (Испания)
- Астури – Астурия и северната част на Леон (Испания),
 и в областта Траш ош Монтиш и Алто Дору (Португалия)
- Аутригони – провинция Бургос (Испания)
- Берони – Ла Риоха (Испания)
- Блетонезии – Саламанка (Испания)
- Бракари – днешната област Брага (Португалия)
- Калики – римската провинция Галеция (Испания и Португалия)
- Кантабри – Кантабрия, части от Астурия и Кастилия и Леон (Испания)
- Карпетани – платото Месета (Централна Испания)
- Келтибери – платото Месета
- Келтики – днешните региони Алентежу и Алгарв в Португалия
- Келерни – Брага (Португалия) и областта Оренсе (Испания)
- Кинети (или конии) – Алгарв и Долно Алентежу (Португалия);
 племе, вероятно първоначално говорещо коренния тартесийски език,
 по-късно келтизирано от келтиките [1]
- Еквези – областите Миньо и Траш ош Монтиш (Португалия)
- Гровии – Миньо (Португалия) и Галисия (Испания)
- Интерамики – Траш ош Монтиш (Португалия)
- Левни – Миньо (Португалия)
- Лимики – Миньо (Португалия) и Галисия (Испания)
- Луангви – Траш ош Монтиш (Португалия)
- Лузитани – Португалия, южно от река Дуеро и областта Естремадура (Испания); 
обикновено се счита, че произходът им е отпреди келтите
- Лузони – Гуадалахара (Испания)
- Нарбази – Миньо (Португалия) и Галисия (Испания)
- Неметати – Миньо (Португалия)
- Олкади - обитавали територии юг от Келтиберите и на изток от карпетаните, днешни Куенка, малка южна част от Гуадалахара, малка западна част от Валенсия
- Оретани – историческата област Ла Манча, източна Андалусия и Мурсия (Испания)
- Пезури – край река Дуеро и днешния район Север ду Вога (Португалия)
- Квакверни – Миньо (Португалия)
- Сеурби – Миньо (Португалия)
- Тамагани – областта Шавеш (Португалия).
- Таполи – край река Тахо, в района на днешната граница между двете страни
- Турдули ветери – край река Дуеро (Португалия)
- Турдули – долината на река Гуадиана (Португалия) и Естремадура (Испания)
- Турмодиги (или турмоги) – централната част на провинция Бургос (Испания)
- Туроди – Траш ош Монтиш (Португалия) и Галисия (Испания)
- Вакеи – платото Месета
- Ветони – провинциите Авила и Саламанка (Испания)
- Зели – Траш ош Монтиш (Португалия)

## Великобритания
- Анкалити (дн. графства Хампшър и Уайлтшър)
- Атребати (Южна Англия)
- Атакоти (Шотландия или Ирландия)
- Белги (Хампшър и Уайлтшър)
- Биброки (Беркшър)
- Бриганти (Северна Англия и югоизточната част на Ирландия)
- Керени (далечната западна част на Хайландс)
- Каледони (по протежението на Грейт Глен)
- Канциати (дн. графство Кент)
- Карнонаки (западната част на Хайландс)
- Карвети (Къмбърланд)
- Каси (вероятно югоизточна Англия)
- Катени (северната и западната част на Съдърланд)
- Катувелауни (Хертфордшър)
- Кориелтауви (Ийст Мидландс включително Лестър)
- Корионототи (Нортъмбърланд)
- Корновии (Кейтнес)
- Корновии (Корнуол)
- Корновии (Мидландс)
- Креони (Аргайл)
- Дамнонии (южна Шотландия)[2]
- Деканти или дуканти (източната част на Рос и Блек Айл)
- Децеангли (Флинтшър)
- Демети (Дивед)
- Добуни (хълмовете Котсуолдс и долината на река Севърн)
- Думнонии (Девън, Корнуол, Съмърсет)
- Дуротриги (Дорсет, Южен Съмърсет и Южен Уайлтшър)
- Епидии (Кинтайър и близките острови)
- Гангани (полуостров Лин)
- Хорестиани (Файф)
- Ицени (Източна Англия)
- Луги (Южен Съдърланд)
- Нованти (Голоуей, Шотландия)
- Ордовики (Гуинед)
- Паризии (Източен Йоркшър и Хъмбърсайд)
- Регненси (Хампшър)
- Скоти (западната част на Шотландия)
- Сегонциаки (вероятно югоизточна Англия)
- Селгови (северната част на областта Дъмфрийс анд Голоуей)
- Сетанти (Ланкашър)
- Силури (графство Гуент)
- Смерти (централен Съдърланд)
- Тексали (в Грампианските планини)
- Тринованти (Есекс)
- Вакомаги (в и около планините Кеъргормс в Шотландия)
- Веникони (Файф и югоизточната част на Тайсайд)
- Вотадини (североизточна Англия и югоизточна Шотландия)

## Ирландия
Според Клавдий Птолемей:
- Аутини (или аутеини)
- Бриганти
- Кавки
- Корионди
- Дарини
- Ебдани (еблани, блани, блании)
- Ердини (ерпердитани)
- Гангани (конкани)
- Иверни (утерни)
- Манапии
- Нагнати
- Робогдии
- Усдии (удии, водии)
- Велабри (велабори)
- Веникнии
- Волунти
- Луцени

## Анатолия
През 3 век пр.н.е., келтите емигрират от Тракия в планините на централна Мала Азия (дн. Турция). Тези племена са наричани с общото име галати. По-късно се сливат с местното население, като запазват голяма част от традициите си.
- Тектозаги
- Трокми
- Толистобои